# Andria
Denna artikel handlar om staden Andria. Se också Barletta-Andria-Trani (provins).
Andria är en stad och kommun i regionen Apulien i Italien. Sedan 2008 är Andria en av tre huvudstäder i provinsen Barletta-Andria-Trani. Andria gränsar till kommunerna Barletta, Canosa di Puglia, Corato, Minervino Murge, Ruvo di Puglia, Spinazzola och Trani.

## Kultur

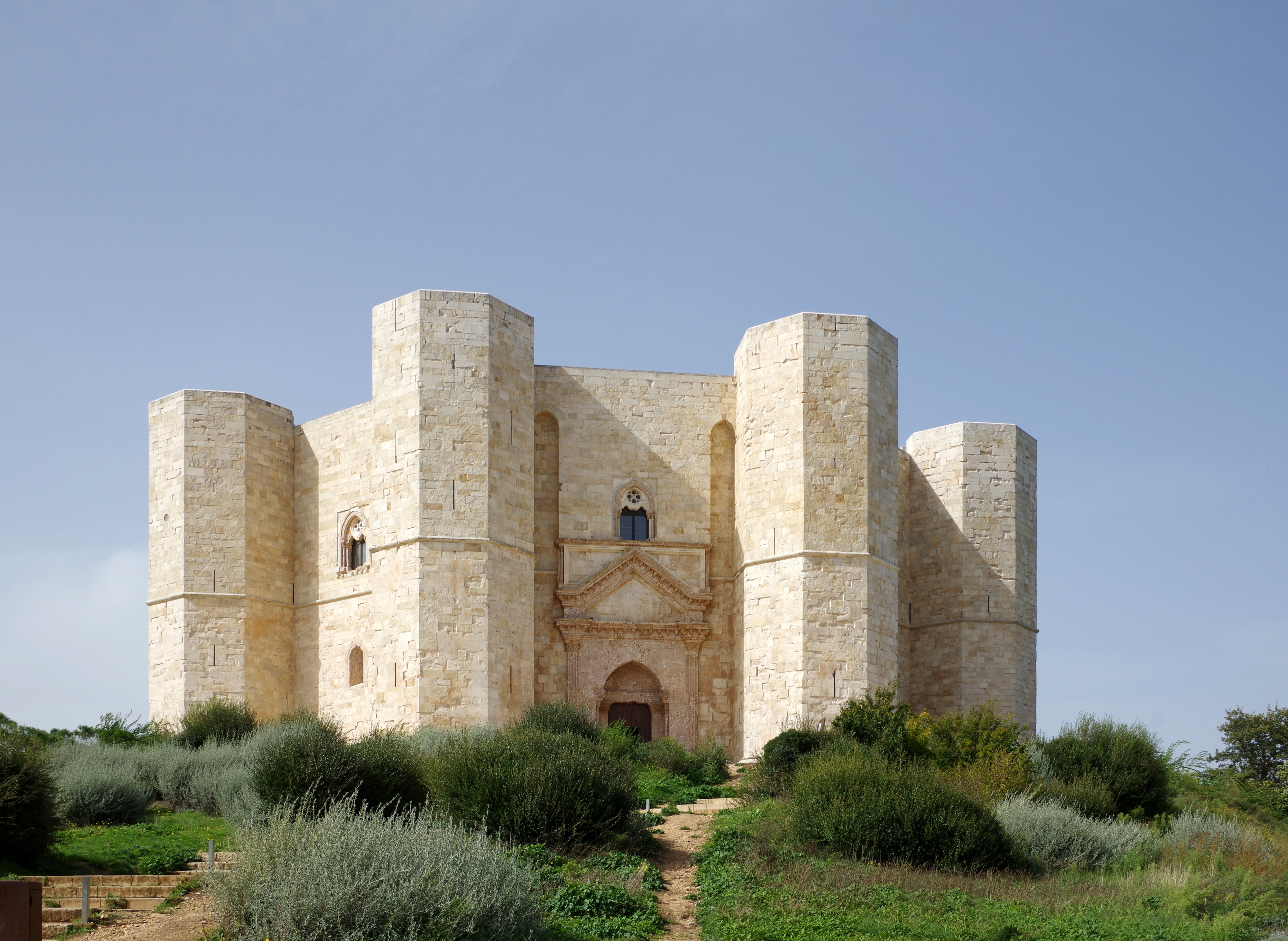
Castel del Monte

I kommunen finns slottet Castel del Monte, som har varit världsarv sedan 1996.

## Sport
Staden var en av två värdorter för U21-EM i volleyboll för damer 2022 (tillsammans med Cerignola). Matcherna spelades i Palazzetto dello Sport, en inomhusarena med en publikapacitet på 4 370 åskådare invigd 1993.